# سبک معماری متابولیسم

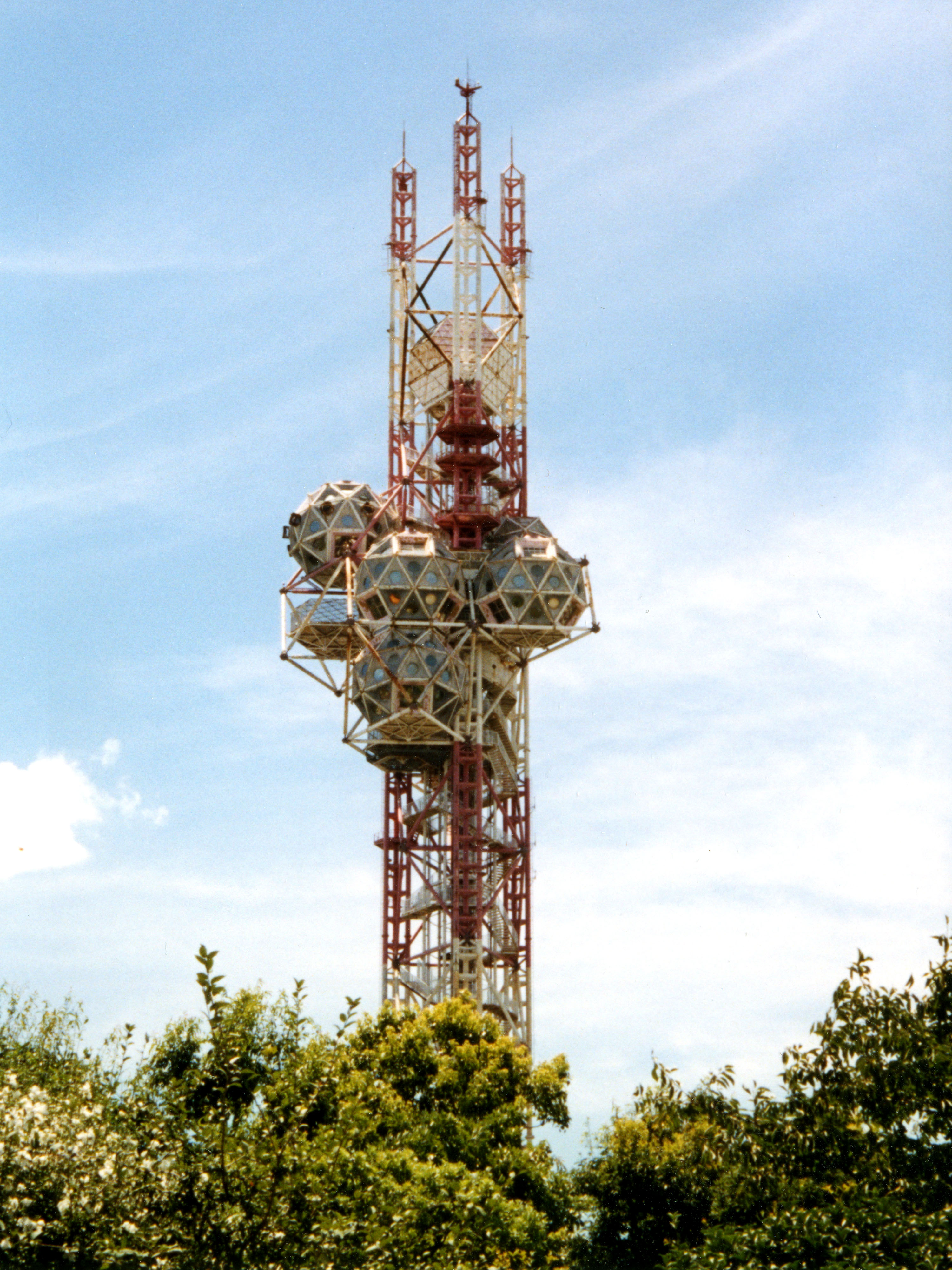
تصویری گرفته شده از متابولیسم در سال ۲۰۰۲

سبک متابولیسم (به ژاپنی: Metabolism - メタボリズム) یا حرکت متابولیسم که به آمیخته گرائی نیز گاه خوانده می‌شود (۱۹۶۰ میلادی- ۱۹۷۵ میلادی) در ژاپن به مثابه نوعی نحوه تفکر و همکاری گروهی بود که همزمان با برگزاری گردهمائی جهانی طراحی در توکیو سال ۱۹۶۰ با تاثیرپذیری شدید از کنزو تانگه و همکار معروفش تاکاشی آسادا شکل گرفت.
معماری متابولیسم برگرفته از اشکال هندسی و فرمول‌های ریاضی است که علاوه بر منعکس کردن زندگی الکترونیکی عصر مدرن، روش‌های زندگی سنتی مردم ژاپن را نیز فراموش نمی‌کند. این سبک در دهه ۱۹۶۰ در معماری ژاپن بسیار تأثیرگذار شد و با برگزاری نمایشگاه جهانی ۱۹۷۰ اوساکا به شهرت جهانی دست یافت.
با پایان گرفتن نمایشگاه جهانی اوساکا چشم‌اندازهای روشن و آینده گرای مردمی متابولیسم کم رنگ تر شد. کارهای اجرائی و نحوه تفکر اعضا گروه جنبه شخصی به خود گرفت و به صورت چند قطبی درآمد.
از فاکتورهای تأثیرگذار بر جنبش متابولیسم، پیدایش لوازم الکترونیکی و فرهنگ نوین الکترونیک بود.

## اعتقادات
لوازم الکترونیکی رادیوهای ترانزیستوری (در عصر حاضر تلفن همراه) باعث خواهند شد تا مرزهای بین محیط خصوصی و فضاهای عمومی از بین برود.
خانه همانند یک ایستگاه فضایی محیطی مملو از دستگاه‌های نوین هست.
مراکز عمومی مانند شبکه‌های اطلاع‌رسانی می‌باشند.
شهرها مراکزی برای لمس کردن تجربیات جدید هستند.

## معماران برجسته متابولیسم
۱.کنزو تانگه (Kenzo Tange) (1913-2005)
ایدئولوژی و خط مشی مولفه‌های سازه‌ای جنبش متابولیسم را معرفی کرد.
۲. فومیهیکو ماکی (Fumihiko Maki) (1928)
در زمره معماران نسل جوانی بود که در ۱۹۶۰ جنبش متابولیسم در محفل آنان شکل گرفت.
۳. کیونوری کیکوتاکه(Kiyonori Kikutake) (1928)
در سراسر دوران زندگی اش به جنبش متابولیسم ژاپن وابسته بود. مهمترین مشغله ذهنی کیکوتاکه در ارتباط با طرحهای آرمان گرایانه فضایی بود که در طرح خانه شخصی اش به نام خانه آسمان در ۱۹۵۶در توکیو به نمایش درآورد.
۴. کیشو کوروکاوا (Kisho Kurokawa)(1934)
معماری کوروکاوا بهترین الگوی تندیس واره‌ای تجسم متابولیسم بود که با فرم‌های علمی تخیلی، تجلی یافت.